# I. e. 410
Évszázadok: i. e. 6. század – i. e. 5. század – i. e. 4. század
Évtizedek: i. e. 460-as évek – i. e. 450-es évek – i. e. 440-es évek – i. e. 430-as évek – i. e. 420-as évek – i. e. 410-es évek – i. e. 400-as évek – i. e. 390-es évek – i. e. 380-as évek – i. e. 370-es évek – i. e. 360-as évek
Évek: i. e. 415 – i. e. 414 – i. e. 413 – i. e. 412 –  i. e. 411 – i. e. 410 – i. e. 409 – i. e. 408 – i. e. 407 – i. e. 406 – i. e. 405

## Események

### Görögország
- A Theramenész és Alkibiadész vezette athéni flotta a Hellészpontosz közelében legyőzi a spártaiak perzsáktól is segített hajóhadát a küzikoszi csatában. A győzelem következtében Athén visszanyeri a létfontosságú fekete-tengeri gabonakereskedelem feletti ellenőrzést.
- Alkibiadész Krüzopoliszban helyőrséget állít fel, amely megadóztatja a fekete-tengeri kereskedelmet. Az extra jövedelem lehetővé teszi, hogy végképp felszámolják az előző évi oligarcha-államcsíny következményeit és teljes mértékben visszaállítsák a régi demokratikus berendezkedést. A demagóg Kleofón visszautasítja Spárta békeajánlatát.
- Kerkürán (Korfun) fellázad az oligarcha-párt, de nem járnak sikerrel.

### Ciprus
Euagorasz visszatér száműzetéséből és a föníciai befolyást megszüntetve elfoglalja Szalamisz trónját.

### Itália
Rómában consullá választják Manlius Aemilius Mamercinust és Caius Valerius Potitus Volusust.

## Kultúra
- Az athéni Akropoliszon Athéné Niké templomában elkezdik a szandálját igazító Niké istennőt ábrázoló új domborműdíszítés készítését (ma az Akropoliszi Múzeumban látható). Ekkor készül Hégészó sztéléje is.

## Halálozások
- Khioszi Hippokratész, görög matematikus és csillagász

## Fordítás
- Ez a szócikk részben vagy egészben  a(z)   410 BC című angol Wikipédia-szócikk ezen változatának fordításán alapul.  Az eredeti cikk szerkesztőit annak laptörténete sorolja fel. Ez a jelzés csupán a megfogalmazás eredetét és a szerzői jogokat jelzi, nem szolgál a cikkben szereplő információk forrásmegjelöléseként.